# Světec (okres Teplice)
Světec (německy Schwaz) je obec v okrese Teplice v Ústeckém kraji. Včetně částí Chotějovice, Štrbice a Úpoř má celkem 981 obyvatel.

## Historie
První písemná zmínka o vesnici pochází z roku 1209. Ve 13. století v něm byl založen klášter sepulchrinek, který byl poničen husity.
Mezi lety 1901 a 1903 ve Světci krátce existoval malý redemptoristický konvent.
Západně od vesnice se nachází jezero Márinka. Je pozůstatkem hnědouhelného lomu Marie, do jehož vytěžené jámy se před druhou světovou válkou ukládalo nekvalitní prachové uhlí až z oblasti mosteckých dolů. Poválečná nouze o suroviny a technologický pokrok, který umožnil spalování tohoto nekvalitního uhlí, vedly v šedesátých letech 20. století k opětovnému vytěžení a jáma lomu byla zatopena. Jezero je až třicet metrů hluboké. Přímo ve vesnici byl v letech 1955–1957 fungoval lom Světecké pole, v němž se vytěžilo 293 milionů tun uhlí. Kvůli lomu muselo být zbořeno několik domů a přestěhován hřbitov. Činnost lomu byla v roce 1959 obnovena, ale o dva roky později definitivně skončila vyuhlením.

## Obyvatelstvo
Při sčítání lidu v roce 1921 zde žilo 1 382 obyvatel (z toho 695 mužů), z nichž bylo 609 Čechoslováků, 755 Němců a osmnáct cizinců. Většina se hlásila k římskokatolické církvi, ale žilo zde také 38 evangelíků, tři členové církve československé, osm židů, čtyřicet příslušníků jiných nezjišťovaných církví a 352 lidí bez vyznání. Podle sčítání lidu z roku 1930 měla vesnice 1 194 obyvatel: 452 Čechoslováků, 717 Němců, čtyři lidi jiné národnosti a 21 cizinců. Stále převažovala římskokatolická většina, evangelíků bylo 38, členů církve československé čtrnáct, sedm židů, 84 lidí patřilo k nezjišťovaným církvím a 218 jich nevyznávalo žádnou víru.
|                                                                               | 1869 | 1880 | 1890 | 1900  | 1910  | 1921  | 1930  | 1950 | 1961 | 1970 | 1980 | 1991 | 2001 | 2011 | 2021 |
| ----------------------------------------------------------------------------- | ---- | ---- | ---- | ----- | ----- | ----- | ----- | ---- | ---- | ---- | ---- | ---- | ---- | ---- | ---- |
| Obyvatelé                                                                     | 374  | 858  | 911  | 1 128 | 1 386 | 1 382 | 1 194 | 948  | 790  | 599  | 555  | 413  | 429  | 452  | 458  |
| Domy                                                                          | 48   | 60   | 71   | 94    | 118   | 129   | 137   | 136  | 378  | 107  | 102  | 98   | 98   | 102  | 105  |
| Tabulka v roce 1961 zahrnuje domy místních částí Chotějovice, Štrbice a Úpoř. |      |      |      |       |       |       |       |      |      |      |      |      |      |      |      |

## Obecní správa

### Části obce
- Světec
- Chotějovice
- Štrbice
- Úpoř

K obci příslušejí katastrální území tří zaniklých vesnic:
- Chotovenka – zlikvidována při zřizování Radovesické výsypky, katastrální území Chotovenka spadá do místní části Světec.
- Lyskovice – byly zlikvidovány také při zřizování Radovesické výsypky, území dnes spadá do rámce místní části Světec.
- Pohradice – byly zbořeny z důvodu poddolování, v katastrálním území Pohradice dnes zbývá místní část Úpoř.

Severovýchodně od Světce stávala také osada Krupá.

### Obecní symboly
Znak a vlajka byly obci uděleny rozhodnutím předsedy Poslanecké sněmovny Parlamentu České republiky dne 15. prosince 1998.

## Pamětihodnosti
- Barokní zámek Světec dal na základech zrušeného kláštera, hospodářské správy panství a raně barokní stavby postavit pražský arcibiskup Jan Josef Breuner kolem roku 1708.[13]
- Kostel svatého Jakuba Většího byl založen už na počátku 13. století spolu s klášterem řeholnic strážkyň Božího hrobu (zrušeným roku 1571).[14] Kostel stojí na návsi v obci. Z pozdně románské přestavby baziliky se zachoval závěr, síťová klenba je pozdně gotická z doby kolem roku 1471. V průčelní jižní věži se nachází zvon z roku 1549 od zvonaře Stanislava. V severní průčelní věži se nacházejí dvě opuštěné dřevěné hlavy menších zvonů. Jeden z nich vyrobil v roce 1489 Hanuš Konvář[15] a pravděpodobně jde o zvon, zavěšený nyní v klášterním kostele v Oseku. Dále se zde nacházel zvon od Jana Baltazara Crommela a zvon z roku 1507 od Tomáše z Prahy.[16]
- Výklenková kaplička
- Socha svatého Jana Nepomuckého
- Sloup se sousoším Piety - Kamenný sloup, nahoře se sochou Matky Boží s Ježíšem na klíně, dala roku 1710 postavit obec Světec. Další nápisy na sloupu uvádí informace o opravách, které byly provedeny v letech 1787 a 1829.
- Fara

## Doprava
Ve Světci (přesněji v místní části Chotějovice) se nachází železniční zastávka Chotějovice na trati Ústí nad Labem – Chomutov a stanice Světec na trati Ústí nad Labem – Bílina.

## Osobnosti
Ve vesnici se narodil malíř Vojtěch Preissig (1873–1944).